# تاکه‌اوچی
تاکوچی (انگلیسی: Takeuchi) شرکت ماشین‌آلات ژاپنی است، که در سال ۱۹۶۳ تأسیس شد.